# Andesiops ardua
Andesiops ardua es una especie de insecto efemeróptero de la familia Baetidae.

## Distribución
Esta especie es endémica de Chile, encontrándose en las regiones de Coquimbo, Valparaíso, Metropolitana de Santiago, Maule, Araucanía, Los Ríos y Los Lagos.